# 仙北市民バス
仙北市民バス（せんぼくしみんバス）は、秋田県仙北市にて運行している自治体バスである。
仙北市に合併する前の田沢湖町、角館町が運行していた町営バスをそのまま引き継いだものである。

## 田沢湖地区

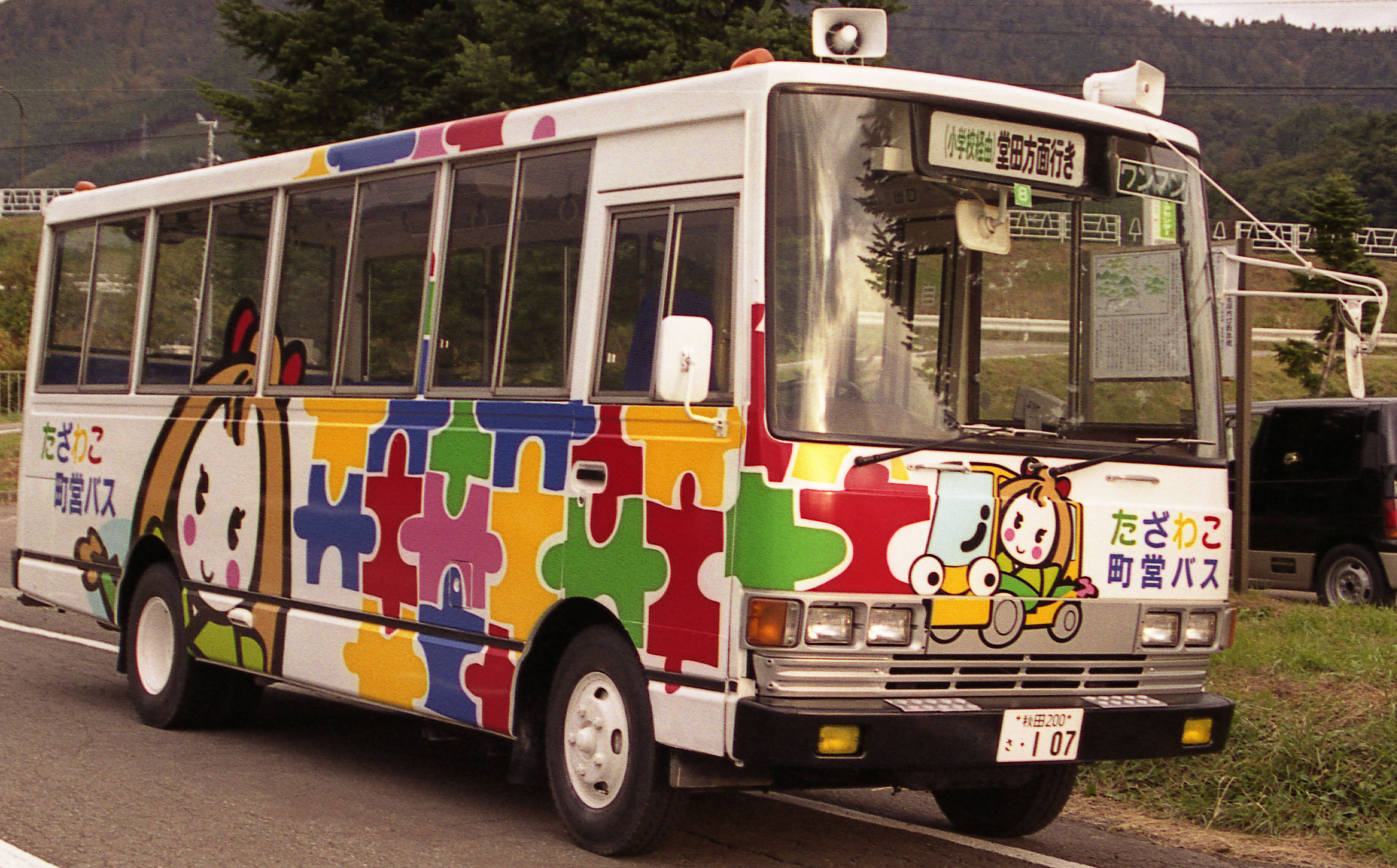
田沢湖町営バス当時の車両

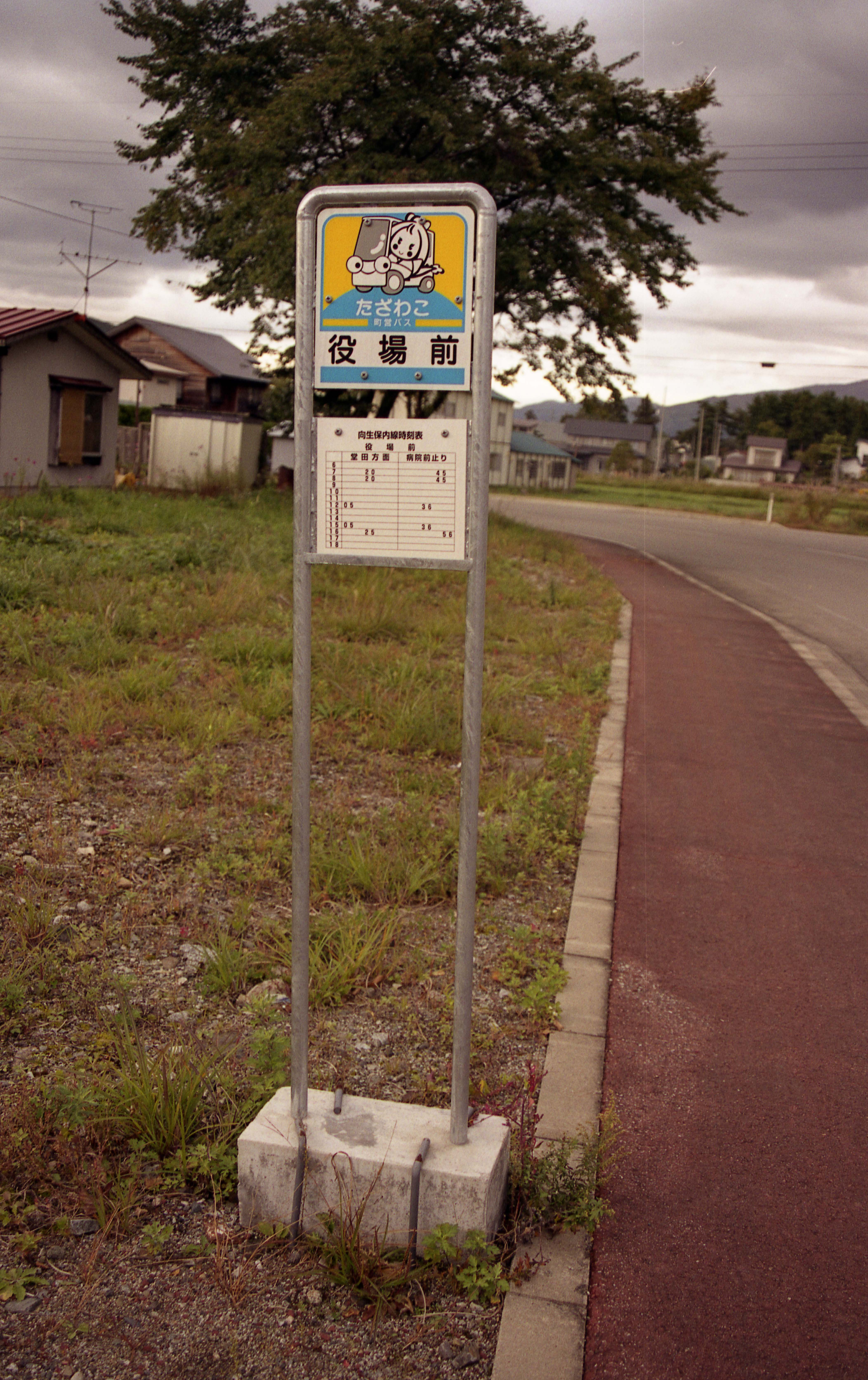
田沢湖町営バス当時のバス停

### 概要
- 合併前の「田沢湖町営バス」を引き継いだもので、運行形態は自家用自動車（白ナンバー車）による有償運送である。
- 羽後交通向生保内線の廃止により運行開始した、廃止代替バスである。
- 「たっこちゃんバス」の愛称が付けられている。
- 運賃は大人利用（1回）200円、小中学生100円、回数券12枚綴り2,000円（小中学生1,000円）。定期券は1ヶ月用、3ヶ月用がある。
- 土・日・祝・年末年始（12月29日 - 1月3日）は運休。

### 沿革
- 2000年4月1日 - 「田沢湖町営バス」として運行開始。
- 2005年9月20日 - 仙北市発足により、新市に引き継がれる。
- 2008年4月1日 - 土曜日を運休日に変更。武蔵野、大杉沢両バス停を新設、水尻バス停を廃止。

### 路線
※以下は、2008年4月1日改正時点での情報である。
向生保内線
- 田沢湖庁舎前 - 田沢湖駅前 - 東風の湯前 - 大杉沢 - 十文字 - 生保内発電所前 - 下堂田 - 相内端 - 十文字 - 田沢湖駅前 - 田沢湖庁舎前

## 角館地区

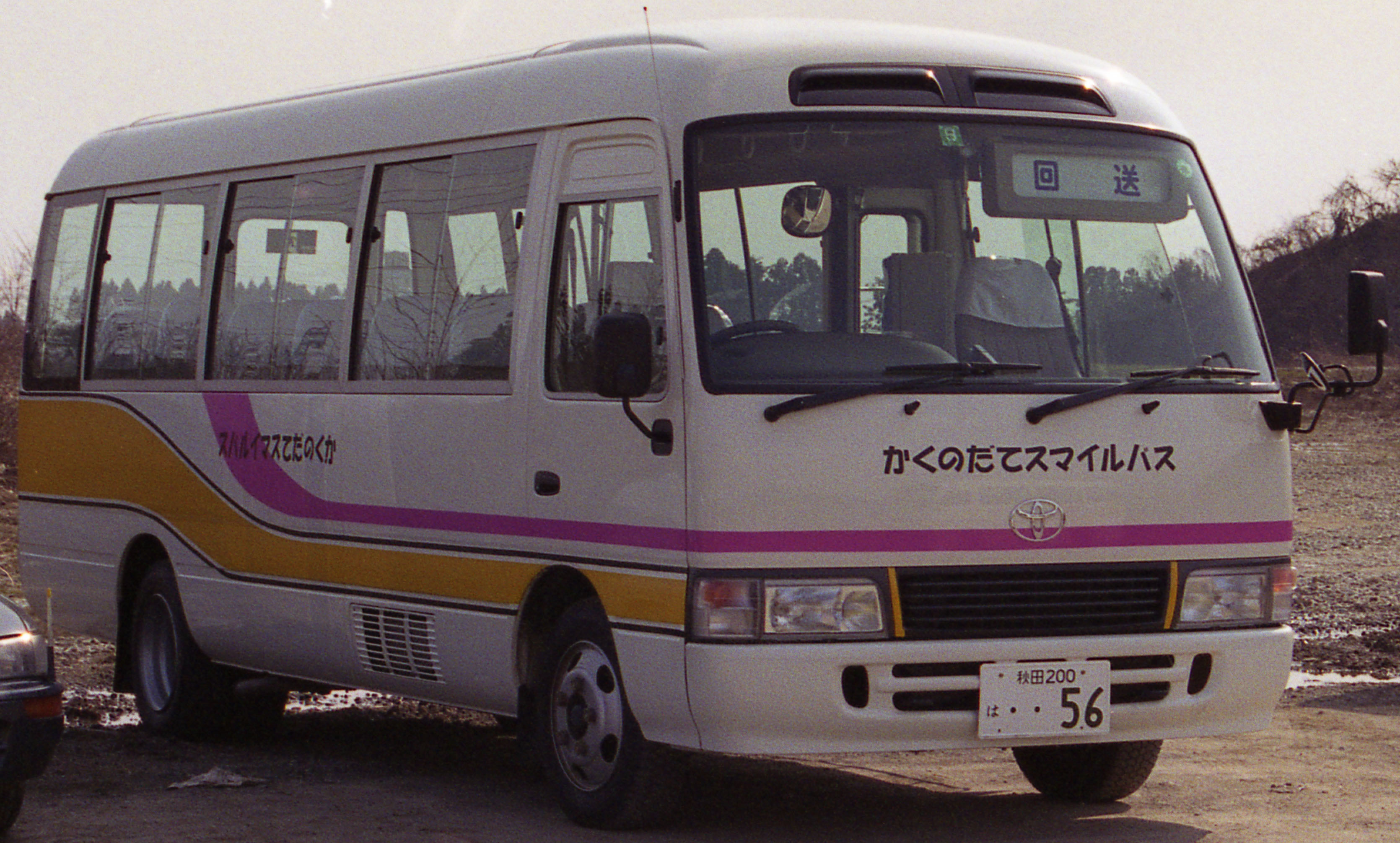
角館町営バス当時の車両

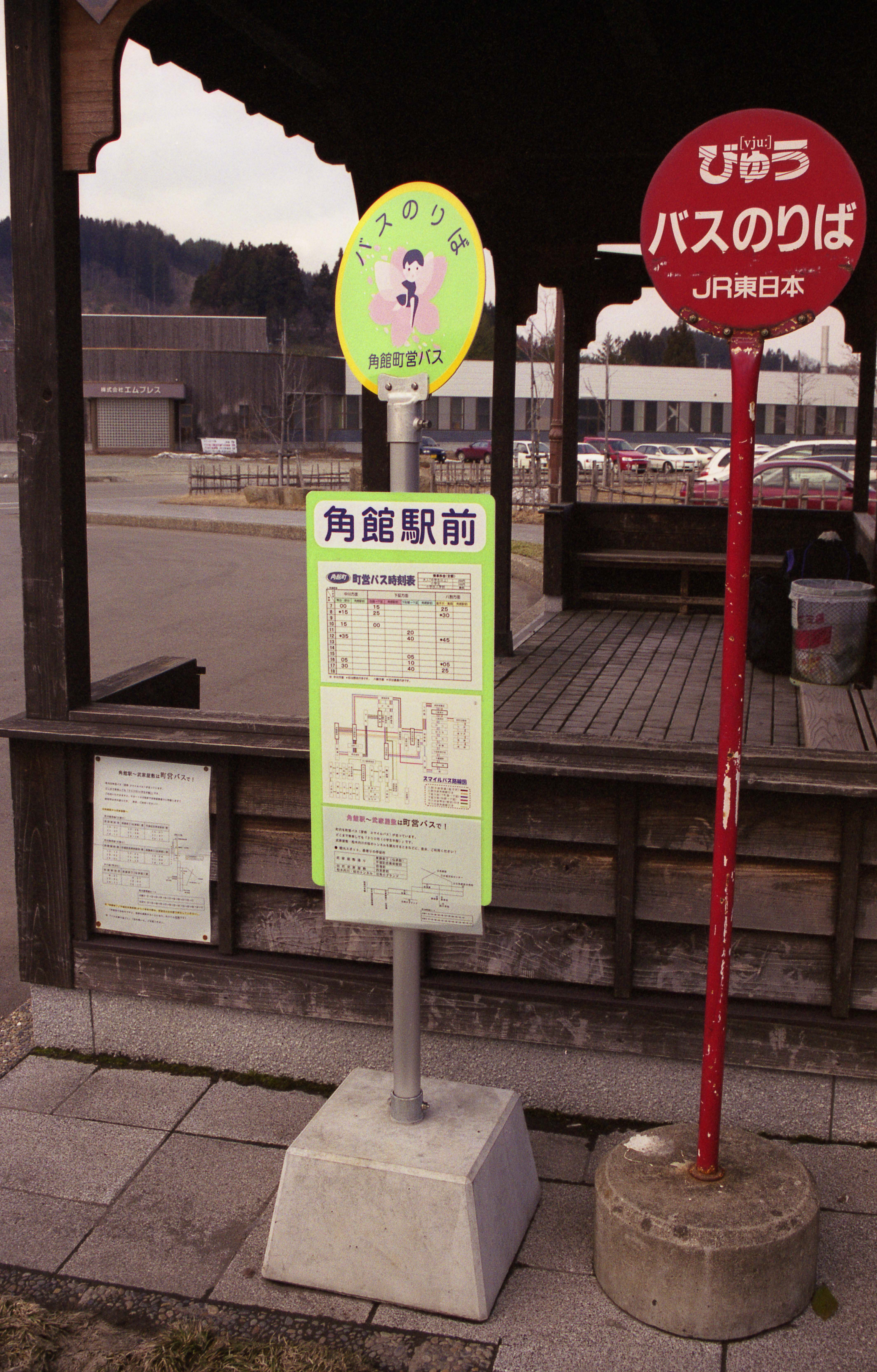
角館町営バス当時のバス停

### 概要
- 合併前の「角館町営バス」を引き継いだもので、運行形態は自家用自動車（白ナンバー車）による有償運送である。
- 町営バスとして運行開始当初から「スマイルバス」の愛称が付けられている。
- 運賃は大人利用（1回）200円、小中学生100円、回数券12枚綴り2,000円（小中学生1,000円）。定期券は1ヶ月用、3ヶ月用がある。
- 土・日・祝・年末年始（12月29日 - 1月3日）は運休。

### 沿革
- 2000年10月1日 - 「角館町営バス」として運行開始。
- 2005年9月20日 - 仙北市発足により、新市に引き継がれる。
- 2008年4月1日 - 運行経路見直し。
  - 中川線は赤平バス停を廃止。
  - 下延八割線は大瀬蔵野、南高校前、西野川原、西小学校前バス停廃止、上菅沢、菅沢団地、菅沢ニュータウン、下菅沢バス停新設。

### 路線
※以下は、2008年10月1日時点での情報である。括弧内は不経由便あり、（A B）はAかBの選択経由。
中川線
- 角館駅前 - 市立病院前 - プラザホテル前 - 中川小学校前 - （若神子 - 中川小学校前 - ）黒沢 - 雫田 - 野田

下延八割線
下延八割1
- 角館駅前 - 市立病院前 - プラザホテル前 - 荒屋敷 - 下延コミュニティセンター前 - 八割西村 - 荒屋敷 - プラザホテル前 - 市立病院前 - 角館駅前

下延八割2
- 角館駅前 - （市立病院前 菅沢団地） - プラザホテル前 - 荒屋敷 - 八割西村 - 塩手沢 - 高森 - プラザホテル前 - （市立病院前 菅沢団地） - 角館駅前